# Селимир Ђорђевић
Селимир Ђорђевић (Пожаревац, 4. мај 1866 — Ваљево, 6. фебруар 1915) био је српски лекар, физикус Округа ваљевског.

## Биографија
Рођен је 4. маја 1866. од оца Цветка Ђорђевића и мајке Софије, ћерке лекара Димитрија Капариса. Баба по оцу била је Ана Чолак-Антић, ћерка војводе Чолак Анте. Његов брат је био Димитрије Ц. Ђорђевић.
Основну школу и нижу гимназију је завршио у Пожаревцу, а вишу гимназију у Београду. Студирао је две године на Филозофском факултету у Београду. После тога је добио стипендију и отишао на студије на Медицинском факултету у Паризу. Основне студије је завршио 1893. а потом остао још две године, до 1895, на специјализацији из гинекологије и акушерства.
Од 1895. до 1897. био је лекар у Голупцу, затим до 1898. лекар среза параћинског. Постављен је 1898. за окружног физикуса у Смедереву, потом 1900. у Књажевцу, а од 1902. у Јагодини. Априла 1907. добио је премештај за окружног физикуса у Ужицу, а да на његово место дође др Марковић. Револтиран поднео је оставку на државну службу и затражио пензију. Ово је уважено, али је пензија била мала па је поново тражио посао. Удовољено му је да се врати на место окружног физикуса у Јагодини, а др Марковић је из Јагодине премештен у Књажевац.
Постављен је 22. септембра 1907. године на место физикуса Округа ваљевског, др Селимир Ђорђевић, до тада физикус Округа моравског са седиштем у Јагодини. Дотадашњи физикус Округа ваљевског др Михајло Цвијетић постављен је за физикуса Округа београдског. Приликом испраћаја из Јагодине цела варош га је испратила са музиком до воза, тим истим возом је путовао и краљ Петар I при повратку из Рибарске Бање.
Болница у Ваљеву је саграђена и опремљена током 1885. и 1886. године, као Окружна болница примала је болеснике са свих пет срезова тадашњег Ваљевског округа. Селимир Ђорђевић је био истовремено и управник Ваљевске болнице. У време његове управе изграђен је хируршки павиљон те болнице.
Радио је и као школски лекар гимназије у Ваљеву. Предложио је Драгињу Бабић да добије стипендију ваљевске општине за студије медицине у иностранству. Био је потпредседник Управе Грађанске читаонице (1907-1910) у Ваљеву.
Учествовао је у ослободилачким ратовима од 1912. до фебруара 1915. У Ваљеву је букнула епидемија пегавог тифуса која је трајала од октобра 1914. до маја 1915. Ваљево је у рат ушло са око 3000 становника, а током 1915. у њему је боравило око 8000 људи, тада је био једина варош која има два пута више болесних и рањених него здравих житеља. Лоши хигијенски услови узроковани ратом и великим бројем људи погодовали су ширењу епидемије. У време епидемије пегавог тифуса у Ваљевској болници 1915. био је управник четири резервне бонице, међусобно удаљене. У то време у Ваљеву је радило 26 лекара на челу са др Селимиром Ђорђевићем, од тога је за кратко време умрло њих 21.
У Ваљево је после Церске и Колубарске битке допремљено око 12.000 рањеника, од којих су многи касније распоређени по другим болницама у Србији. Преостало је око 8.000 рањеника за којих је било око 2.500 постеља. Свако ко је могао отишао је из Ваљева које се претворило у град рањеника и нешто медицинског особља, названо „долина смрти“. Није било хигијенских услова ни болничког материјала. Проширила се епидемија тифуса која је односила дневно око 50-100 живота, а крајем децембра 1914. и 100-200 живота дневно. Процене о окупном броју жртава су више од 3.500 војника и више од 4.000 цивила. Међу жртвама били су и лекари Павле Војтех и Драгиња Бабић, као и добровољна болничарка, сликарка, Надежда Петровић.
Крајем јануара 1915. оболео је и др Селимир Ђорђевић од пегавог тифуса и умро 6. (19.) фебруара 1915. Сахрањен је на Баиру у Ваљеву поред млађег брата Драгутина, мајора "Цете", погинулог претходне јесени, а четири године касније ту је сахрањена и мајка Софија.
Био је ожењен Даринком, сестром вајара Драгомира Арамбашића (1881-1945), али је она умрла млада, а после годину дана и једно женско дете које су имали. У Ваљеву је становао у Карађорђевој 112 или Карађорђевој 105, у кући Даре Ивковић, супруге Живка Ивковића бившег судије и адвоката. Током Балканских и Првог светског рата ту су живеле и његова мајка Софија и сестре удовице Милица и Катарина (мајка Љубице Марић).
Одликован је Орденом Светог Саве 3. степена, Таковским крстом 4. степена, Медаљом за ревносну службу и Орденом Црвеног крста.